# Deaimon
Deaimon (japanisch であいもん) ist eine Mangareihe von Rin Asano, die seit 2016 veröffentlicht wird. Die Geschichte über einen Mittdreißiger und dessen 10-jährige Adoptivschwester, die im Laden für japanische Süßigkeiten ihrer Eltern arbeiten, wurde 2022 als Animeserie umgesetzt. Der Anime wurde auch international veröffentlicht.

## Inhalt
Obwohl er schon über 30 ist, hat Nagomu Irino (納野 和) noch keine Anstellung und zieht mit seiner Band durch die Kantō-Region von Auftritt zu Auftritt. Doch dann wollen die anderen die Band auflösen und Nagomu erhält einen Brief von seinen Eltern in Kyōto, in dem es heißt, sein Vater sei krank. Also reist er kurzentschlossen nach Hause, um den elterlichen Laden für Wagashi – japanische Süßigkeiten – zu übernehmen, das Ryokushō. Dort angekommen stellt sich sein Vater, von einem kurzen Anfall von Rückenschmerzen abgesehen, als kerngesund heraus. Und seine Eltern wollen nicht ihm, der nach dem Studium einfach mit der Band nach Tokio abgehauen ist, den Laden überlassen, sondern seiner zehnjährigen Adoptivschwester: Itsuka Yukihira (雪平 一果). Nagomu wusste nichts von ihr, die ein Jahr zuvor von ihrem leiblichen Vater im Ryokushō zurückgelassen und von seinen Eltern aufgenommen wurde. Sie ist im Gegensatz zu Nagomu fleißig und zuverlässig. Und sie schaut auf den von seinen Eltern stets gescholtenen Nagomu herab.
Trotz des eher kühlen und überraschenden Empfangs zu Hause macht sich Nagomu daran, im Laden zu helfen. Dabei ist ihm die fehlende Erfahrung, seine Tollpatschigkeit und seine emotionale Bindung zu den liebevoll hergestellten Süßigkeiten oft ein Hindernis. So fällt es ihm auch schwer, die Zuneigung von Itsuka zu gewinnen, der er eigentlich gern ein guter großer Bruder oder eher Vaterersatz wäre. Nur langsam lässt Itsuka sich auf Nagomu ein, während sie noch immer Ausschau hält, ob nicht doch ihr leiblicher Vater endlich wiederkehrt. In der Zwischenzeit werden sie mit dem Alltag der Kollegen im Laden konfrontiert: Die Schülerin und Aushilfe Mitsuru Horikawa macht nebenbei gern Musik und stellt sie online, traut sich aber nicht, das ihren Eltern zu verraten. Nagomu hilft ihr dabei und Mitsuru verliebt sich in ihn. Saki Seto im Alter von Nagomu verbirgt vor seinen Mitmenschen, dass er sich privat gern als Frau kleidet und erhält Unterstützung von Nagomu. Eines Tages kommt auch Nagomus Exfreundin Kanoko Matsukaze nach Kyōto. Sie haben sich getrennt, als Nagomu plötzlich hierher aufbrach, und nun arbeitet sie in einem Teeladen in der Nähe. Sie kann die Beziehung zu ihm noch nicht aufgeben und rivalisiert gelegentlich mit Mitsuru. Schließlich kommt sogar Itsukas Mutter Shinri Yukihira in den Laden. Sie lebt seit Jahren im Ausland, weswegen ihre Tochter ihrem Vater überlassen wurde, und hat Itsuka nun schon jahrelang gesucht. Trotz zunächst anderer Absichten lässt sie Itsuka weiterhin im Ryokushō leben, da sie hier eine neue, glückliche Familie gefunden hat.

## Veröffentlichungen
Der Manga erscheint seit April 2016 im Magazin Young Ace beim Verlag Kadokawa Shoten. Dieser brachte die Kapitel auch gesammelt in bisher 13 Bänden heraus.
Bei Studio Encourage Films entstand 2022 eine Umsetzung des Mangas als Anime für das japanische Fernsehen, für die Reiko Yoshida die Drehbücher schrieb. Regie führte Fumitoshi Oizaki und die künstlerische Leitung lag bei Yumiko Kuga. Das Charakterdesign stammt von Sakae Shibuya, für die Darstellung der Süßigkeiten war Fumiaki Satō verantwortlich und die Animationsarbeiten leitete Sakae Shibuya. Die Computeranimationen entstanden unter der Leitung von Yukie Yamamoto und die Kameraführung lag bei Daigo Matsumoto. Die Tonarbeiten leitete Hiroto Morishita.
Die Umsetzung als Anime wurde erstmals im April 2021 angekündigt. Die zwölf Folgen wurden vom 6. April bis zum 22. Juni 2022 von den Sendern AT-X, Tokyo MX, KBS Kyoto, Sun TV und BS11 erstmals gezeigt. Parallel wurde der Anime unter dem Titel Deaimon: Recipe for Happiness international auf der Plattform Crunchyroll veröffentlicht, unter anderem mit deutschen und englischen Untertiteln.

### Synchronisation
| Rolle            | Japanische Stimme (Seiyū) |
| ---------------- | ------------------------- |
| Nagomu Irino     | Nobunaga Shimazaki        |
| Itsuka Yukihira  | Kozue Yūki                |
| Fuki Irino       | Sayaka Ohara              |
| Heigo Irino      | Rikiya Koyama             |
| Mitsuru Horikawa | Minori Suzuki             |
| Masa Tatsumi     | Hiroshi Iwasaki           |
| Saki Seto        | Takuma Nagatsuka          |
| Kanoko Matsukaze | Minami Takahashi          |
| Shinri Yukihira  | Maaya Sakamoto            |

### Musik
Die Musik der Serie komponierte Ren Takada. Für den Vorspann verwendete man das Lied Sumire, gesungen von Maaya Sakamoto, und der Abspann ist unterlegt mit Koko ni Aru Yakusoku von Deaimon. Am Ende der neunten Folge ist das Abspannlied Orlando, gesungen von Nobunaga Shimazaki in seiner Rolle als Nagomu Irino. Innerhalb der zweiten Folge kommt außerdem das Lied Yae ni Saku vor, komponiert und gesungen von Ayano Tsuji.